# Фальнюв-Висьолек
Фальнюв-Висьолек (пол. Falniów-Wysiołek) — село в Польщі, у гміні Мехув Меховського повіту Малопольського воєводства. Населення — 80 осіб (2011).
У 1975-1998 роках село належало до Келецького воєводства.

## Демографія
Демографічна структура станом на 31 березня 2011 року:
|          | Загалом | Допрацездатний вік | Працездатний вік | Постпрацездатний вік |
| -------- | ------- | ------------------ | ---------------- | -------------------- |
| Чоловіки | 44      | 7                  | 32               | 5                    |
| Жінки    | 36      | 3                  | 20               | 13                   |
| Разом    | 80      | 10                 | 52               | 18                   |